# اثر دوپلر

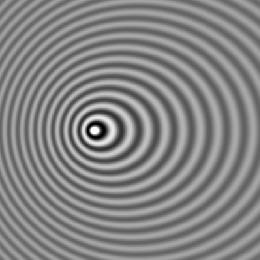
منبع موج به چپ حرکت می‌کند، بسامد در سمت چپ بلندتر و در سمت راست کوتاه‌تر است.

اثر دوپلر (به انگلیسی: Doppler effect) در فیزیک امواج می‌گوید که بسامد یک موج بر اثر حرکت فرستنده یا گیرندهٔ آن تغییر می‌کند. این پدیده را کریستیان یوهان دوپلر (۱۸۰۳-۱۸۵۳ میلادی) فیزیکدان اتریشی در مقاله‌ای در سال ۱۸۴۲ بیان کرد. اثر دوپلر در همهٔ امواج مانند امواج صوتی و امواج الکترومغناطیسی (نور) دیده می‌شود.

## تاریخچه
دوپلر این اثر را برای اولین بار در سال ۱۸۴۲ در رساله "Onber das farbige Licht der Doppelsterne und einiger anderer Gestirne des Himmels" (در مورد نور رنگی ستارگان دوتایی و برخی دیگر از ستارگان آسمان) ارائه داد. این فرضیه توسط سی. اچ. دی. بایز بالوت در سال ۱۸۴۵ از نظر امواج صوتی مورد آزمایش قرار گرفت. ایپولیت فیزو در سال ۱۸۴۸ به‌طور مستقل همان پدیده را روی امواج الکترومغناطیسی کشف کرد (در فرانسه، گاهی اوقات اثر آن «افت داپلر-فیزو» نامیده می‌شود اما این نام توسط بقیه جهان به تصویب نرسید زیرا کشف فیزو شش سال پس از پیشنهاد داپلر بود). در انگلیس، جان اسکات راسل در سال ۱۸۴۸ یک مطالعه تجربی دربارهٔ اثر داپلر انجام داد.

## توصیف
هرگاه گیرنده‌ای به سمت یک منبع ساکن که از خود موج صوتی می‌فرستد برود، بسامد صوتی که می‌گیرد بیشتر از وقتی است که نسبت به منبع ساکن باشد (شنونده صدا را زیرتر می‌شنود). و اگر از منبع صوت دور شود، موجی را با بسامد کمتر می‌گیرد (شنونده صدا را بم‌تر می‌شنود). اگر منبع موج نیز از گیرنده دور یا به او نزدیک شود، بسامد صوتی که شنونده می‌شنود نیز به ترتیب کمتر یا بیشتر می‌شود.
اگر بسامد موج تولید شده در منبع {\displaystyle \nu } باشد و سرعت شنونده و منبع به ترتیب {\displaystyle v_{o}} و {\displaystyle v_{s}} باشد، بسامد موجی که شنونده می‌شنود، {\displaystyle \nu ^{'}} از رابطهٔ زیر به دست خواهد آمد:
{\displaystyle \nu ^{'}={\frac {\nu }{({\frac {v\pm v_{o}}{v\mp v_{s}}})}}}
در این رابطه {\displaystyle v} سرعت موج در محیط انتشار است. علامت‌های بالایی (+ در صورت و - در مخرج) مربوط به وقتی است که منبع و شنونده به هم نزدیک می‌شوند و علامت‌های پایینی مربوط به وقتی است که منبع و شنونده از هم دور می‌شوند.
این رابطه در دستگاهی نوشته شده‌است که نسبت به محیط انتشار ساکن است.
اگر سرعت منبع یا ناظر در مقایسه با سرعت نور قابل چشم‌پوشی نباشد، باید رابطهٔ نسبیتی دوپلر را به کار برد که به شکل زیر است:
این سرعت بایستی حداقل ۱۰ درصد سرعت نور یا بیشتر از آن باشد.
{\displaystyle \nu ^{'}={\frac {\nu }{({\sqrt {\frac {v\pm v_{r}}{v\mp v_{r}}}})}}}
در این رابطه {\displaystyle v_{r}} سرعت نسبی منبع و شنونده است.

پویانمایی برای توصیف اثر داپلر. با حرکت ماشین به سمت چپ، طول موج حاصل از صدای ماشین در سمت چپ کاهش و در سمت راست افزایش می‌یابد.

مثال متداولی که برای توضیح اثر داپلر به کار می‌رود، شنیدن صدای ماشینی است که از دور با آژیر نزدیک می‌شود و عبور می‌کند و سپس دور می‌شود. در هنگام نزدیک شدن، فرکانس دریافتی (در مقایسه با فرکانس گسیل شده از منبع) افزایش می‌یابد. در لحظهٔ عبور این فرکانس با فرکانس گسیل شده از منبع برابر می‌شود، و در هنگام دور شدن فرکانس دریافتی با دور شدن ماشین کاهش می‌یابد. به بیان ساده‌تر آمبولانسی که به فرد ساکن نزدیک می‌شود ظاهراً دارای آژیر تندتری است و وقتی از وی دور می‌شود دارای آژیر کندتر به نظر می‌رسد. علت تغییر فرکانس آن است که وقتی منبع موج به دریافت‌کننده نزدیکتر می‌شود، هر جبهه موج نسبت به دریافت‌کننده فاصله کمتری نسبت به جبهه موج قبلی دارد، بنابراین طول موج کم و فرکانس موج افزایش می‌یابد و برای دور شدن برعکس این پدیده روی می‌دهد. در اخترشناسی، اندازه‌گیری سرعت نزدیک‌شدن یا دور شدن ستاره‌ها و کهکشان‌ها را با کمک اثر داپلر که توانایی تفکیک میان انتقال به سرخ و انتقال‌به‌آبی را دارد می‌سنجند.

## نگارخانه
تصاویر زیر انتشار صوت توسط یک منبع صوت که با سرعت‌های مختلف حرکت می‌کنند را نشان می‌دهد. این مثال‌ها به خوبی اثر دوپلر را نشان می‌دهند.
مثال اول)

صدا از جسمی بی حرکت و ایستا به گوش میرسد ، این صدا به گوش هر شنونده ای در هر جایی برسد ، یکنواخت است که یعنی :
{\displaystyle f=f_{o}}
مثال دوم)

صدا از جسمی به گوش میرسد که با سرعت زیر صوت یا کمتر از صوت در حال حرکت است که بسته به جایگاه شنونده متفاوت است :
اگر شنونده در جلو باشد :
{\displaystyle f_{0}={\frac {V}{V-V_{s}}}\times f}
{\displaystyle f_{o}} فرکانس موج صوتی که شنونده در جلو میشنود ، {\displaystyle f} فرکانس واقعی امواج ، {\displaystyle V} سرعت امواج صوتی ، {\displaystyle V_{s}} سرعت منبع صوت
اگر شنونده در عقب باشد :
{\displaystyle f_{0}={\frac {V}{V+V_{s}}}\times f} 

مثال سوم)

جسمی با سرعت صوت در حال حرکت است که در حال شکستن دیوار صوتی میباشد ولی هنوز نمیتواند از صدای ایجاد شده توسط خود فرار کند و از دیوار صوتی بگذرد :
اگر شنونده در جلو باشد :
{\displaystyle {f_{o}}=\infty }
اگر شنونده در عقب باشد :
{\displaystyle f={\frac {V}{V+V}}\Longrightarrow {f_{0}=0.5f}}
مثال چهارم)

منبع دیوار صوتی را پیشاپیش شکسته و اکنون با سرعت بیشتر از صوت در حال حرکت است وسرعتی برابر با 1.4ماخ دارد :
اگر شنونده در جلو باشد :
{\displaystyle {f={\frac {V}{V-1.4V}}}\Longrightarrow {f_{o}=-2.5f}}
اگر شنونده در عقب باشد :
{\displaystyle {f={\frac {V}{V+1.4V}}}\Longrightarrow {f_{o}=0.42f}}

## کاربردها

### پروفیلر جریان داپلر صوتی
پروفیلر جریان داپلر صوتی (ADCP) یک متر جریان هیدروآکوستیک مشابه یک سونار است که برای اندازه‌گیری سرعت جریان آب در یک دامنه عمق با استفاده از اثر داپلر امواج صوتی پخش شده از ذرات درون ستون آب استفاده می‌شود. اصطلاح ADCP یک اصطلاح عمومی برای همه پروفیلرهای جریان صوتی است، اگرچه این مخفف از یک سری ابزار در دهه ۱۹۸۰ توسط RD Instruments معرفی شده‌است. دامنه فرکانس کاری ADCPها از ۳۸ کیلوهرتز تا چندین مگا هرتز است. دستگاهی که در هوا برای پروفایل سرعت باد با استفاده از صدا استفاده می‌شود به SODAR معروف است و با همان اصول اساسی کار می‌کند.

### روباتیک
برنامه‌ریزی پویای مسیر در زمان واقعی در رباتیک برای کمک به حرکت ربات‌ها در یک محیط پیچیده با موانع متحرک، اغلب از اثر داپلر کمک می‌کند. چنین کاربردهایی به ویژه برای رباتیک‌های رقابتی که محیط به‌طور مداوم در حال تغییر است مانند ربوسوکر استفاده می‌شود.

### آژیر
آژیر خطر در حال عبور از یک وسیله نقلیه اضطراری بالاتر از سطح ثابت آن شروع می‌شود، هنگام عبور به پایین بلغزد و با فاصله گرفتن از ناظر، پایین‌تر از سرعت ثابت خود ادامه می‌یابد. ستاره‌شناس جان دابسون این تأثیر را چنین توضیح داد:
دلیل لغزش آژیر این است که به شما ضربه نمی‌زند.
به عبارت دیگر، اگر آژیر به‌طور مستقیم به ناظر نزدیک می‌شد، زمین تا زمانی که وسیله نقلیه به او برخورد کند، ثابت و در یک سطح بالاتر از ثابت باقی می‌ماند و سپس بلافاصله به یک سطح پایین‌تر جدید می‌پرد. از آنجا که وسیله نقلیه از کنار ناظر عبور می‌کند، سرعت شعاعی ثابت نمی‌ماند، اما در عوض به عنوان تابعی از زاویه بین خط دید وی و سرعت آژیر تغییر می‌کند.

### اخترشناسی
اثر داپلر برای امواج الکترومغناطیسی مانند نور بسیار مورد استفاده در نجوم است و منجر به اصطلاح تغییر قرمز یا تغییر آبی می‌شود. از آن برای اندازه‌گیری سرعت نزدیک شدن یا دور شدن ستاره‌ها و کهکشان‌ها از ما استفاده شده‌است؛ یعنی سرعت شعاعی آنها. برای اندازه‌گیری سرعت چرخش ستارگان و کهکشانها یا برای کشف سیارات فراخورشیدی، این ممکن است مورد استفاده قرار گیرد. این تغییر سرخ و تغییر آبی در مقیاس بسیار کمی اتفاق می‌افتد. اگر جسمی به سمت زمین در حرکت باشد، از نظر چشم غیرمترقبه در نور مرئی تفاوت محسوسی وجود نخواهد داشت.
توجه داشته باشید که تغییر قرمز برای اندازه‌گیری انبساط فضا نیز مورد استفاده قرار می‌گیرد، اما این واقعاً یک اثر داپلر نیست. در عوض ، انتقال سرخ به دلیل گسترش فضا به عنوان تغییر سرخ کیهانی شناخته می‌شود، که می‌تواند صرفاً از معیار رابرتسون-واکر تحت فرمالیسم نسبیت عام حاصل شود. با گفتن این مطلب، همچنین اتفاق می‌افتد که اثرات داپلر قابل تشخیص در مقیاس‌های کیهان‌شناسی وجود دارد، که اگر به اشتباه به عنوان منشأ کیهان شناختی تفسیر شود، منجر به مشاهده اعوجاج‌های فضای انتقال قرمز می‌شود.
استفاده از اثر داپلر برای نور در نجوم به دانش ما بستگی دارد که طیف ستاره‌ها یکدست نیستند. آنها خطوط جذبی را در فرکانس‌های کاملاً مشخصی که با انرژی مورد نیاز برای تحریک الکترون در عناصر مختلف از یک سطح به سطح دیگر همبستگی دارند، به نمایش می‌گذارند. اثر داپلر در این واقعیت قابل تشخیص است که خطوط جذب همیشه در فرکانسهای حاصل از طیف منبع نور ساکن نیستند. از آنجا که نور آبی فرکانس بالاتری نسبت به نور قرمز دارد، خطوط طیفی یک منبع نور نجومی در حال نزدیک شدن یک تغییر آبی و آنهایی که از یک منبع نور نجومی در حال عقب‌نشینی هستند یک تغییر قرمز نشان می‌دهند.

### رادار
از اثر داپلر برای اندازه‌گیری سرعت اجسام شناسایی شده در برخی انواع رادار استفاده می‌شود. پرتوی رادار به سمت هدف متحرک شلیک می‌شود - به عنوان مثال یک موتور موتوری، همان‌طور که پلیس از رادار برای شناسایی رانندگان تندرو استفاده می‌کند - با نزدیک شدن یا عقب‌نشینی از منبع رادار. هر موج راداری پی در پی برای رسیدن به اتومبیل باید مسافت دورتر را طی کند، قبل از اینکه در نزدیکی منبع منعکس و شناسایی شود. هرچه هر موج باید دورتر شود، فاصله بین هر موج افزایش می‌یابد و طول موج افزایش می‌یابد. در بعضی شرایط، پرتو رادار با نزدیک شدن به سمت ماشین در حال حرکت شلیک می‌شود، در این حالت هر موج متوالی مسافت کمتری را طی می‌کند و طول موج را کاهش می‌دهد. در هر دو حالت، محاسبات حاصل از اثر داپلر سرعت خودرو را به‌طور دقیق تعیین می‌کند. علاوه بر این، احتراق مجاورت، ایجاد شده در طول جنگ جهانی دوم، متکی به رادار داپلر است تا مواد منفجره را در زمان، ارتفاع، فاصله و غیره منفجر کند.

### پزشکی
اکوکاردیوگرام می‌تواند، در حدود معینی، ارزیابی دقیق جهت جریان خون و سرعت خون و بافت قلب را در هر نقطه دلخواه با استفاده از اثر داپلر تولید کند. یکی از محدودیت‌ها این است که پرتو اولتراسوند باید تا حد ممکن با جریان خون موازی باشد. اندازه‌گیری سرعت امکان ارزیابی مناطق و عملکرد دریچه قلب، ارتباطات غیرطبیعی بین سمت چپ و راست قلب، نشت خون از طریق دریچه‌ها (نارسایی دریچه) و محاسبه برون ده قلب را فراهم می‌کند. سونوگرافی تقویت شده با کنتراست با استفاده از ماده حاجب میکرو حباب پر از گاز می‌تواند برای بهبود سرعت یا سایر اندازه‌گیری‌های پزشکی مرتبط با جریان استفاده شود.